# جنگ ایران و روسیه (۱۶۵۳–۱۶۵۱)
جنگ ایران و روسیه سال ۱۶۵۳-۱۶۵۱ یک درگیری مسلحانه در قفقاز شمالی بود که بین امپراتوری صفوی و امپراتوری روسیه به وقوع پیوست، همراه با برنامه‌های صفویان برای تقویت موقعیت خود در منطقه و محرومیت روسیه. موضوع اصلی شامل گسترش یک پادگان روسی در رودخانه کوی سو و همچنین ساختن چندین قلعه جدید، به ویژه ساخت‌و‌ساز در ضلع ایرانی رودخانه ترک بود. دولت صفوی سپس سربازان را اعزام کرد و ضمن بیرون کردن پادگان روسی، این قلعه را ویران کرد. در سال ۱۶۵۳ الکسیس روسیه و دولت روسیه که به فکر اعزام ارتش زاپوروژیه روسی بودند، اما نمی‌خواستند نیروهای خود را پراکنده کنند، سفارتخانه‌ای را برای برقراری صلح‌آمیز درگیری به ایران فرستادند. شاه عباس دوم با بیان اینکه درگیری بدون رضایت وی آغاز شده موافقت کرد.

## مقدمه
از دهه ۱۵۲۰ میلادی قزاق هایی در رودخانه ترک وجود داشته اند. آنها کم و بیش توسط فرماندار روسیه در آستاراخان کنترل می شدند ، جنوب رود خانه در داغستان خاندان های مختلفی بودند که برتری ایران را به رسمیت می شناختند.. در سال ۱۶۳۴ آنها در حمایت از حاکم گرجستان تهمورث‌خان گرجی ، که توسط حکومت صفوی خود دفع شده بود و برای کمک به روسها  رو آورده بودند ، یک قلعه جدید در پایین رودخانه سانژا در نزدیکی شهر گروزنی ساختند.بهانه فوری ، غارت یک کاروان متعلق به خان شمامی ، توسط گروهی از قزاق ها ، غارت شد. وی خواستار جبران خسارت از والی آستاراخان شد و تهدید کرد که هم قزاق ها و هم آستاراخان را از بین می برد.
اولین کار: در سال ۱۶۵۱، شمامی خان حکمی از شاه دریافت کرد که به او می گفت قلعه سانژا را نابود کرده و در آستاراخان اردو بزند. ۱۲۰۰۰مرد از سراسر داغستان به همراه ۸۰۰ مرد ایرانی جمع شدند. آنها به سمت رودخانه سانژا راهپیمایی کردند. بین ۲۵ اکتبر و ۷ نوامبر ، تعدادی از نبردها صورت گرفت که روسها برنده شدند. داغستانی ها پس از غارت در اطراف ، هزاران اسب ، گاو ، گوسفند ، شتر و اسیر انسان با خود بردند.
دومین کار: هنگامی که پادشاه وقت آن زمان صفوی شاه عباس دوم از وقایع مطلع شد ، وی به فرمانداران اردبیل ، چوخور سعد (اریوان) ، قره باغ ، آستارا و بخش هایی از آذربایجان دستور داد تا نیروهای خود را برای کمک اعزام کنند. فرماندار صفوی شیروان ، خسرو خان. نامه هایی را برای فرماندار Derbent ، شمخال ، و همچنین حاکم کارا ارسال کرد. در ۷ مارس ۱۶۵۳، یک ارتش ۲۰۰۰۰نفری ایرانی،محاصره قلعه سانژا را آغاز کردند. در ۲۵ مارس ، بقایای پادگان موفق به لغزش شد و آن را به تریکی تبدیل کرد. ارتش پس از ویران کردن مناطق اطراف ، به تارکی در داغستان (۱ آوریل) بازگشت. با پایان کارزار ، روسها (و نوگایی ها که به آنها کمک می کردند) از قلعه رانده شدند و این قلعه توسط نیروهای صفوی ویران شد.
شاه برنامه سوم را برنامه ریزی کرد اما محاصره مغولها در  قندهار مانع این کار شد. سفیر روسیه به ایران رفت و موضوع را حل کرد (آوریل - اکتبر ۱۶۵۴). در مسکو ، سفیر پارلمان گفت که شمامی خان به حرفهای خود عمل کرده است ، اما وی مجازات نمی‌شود زیرا او ناگهان درگذشت.

## جنگهای دیگر
در آن زمان روسیه هنوز تبدیل به امپراتوری روسیه نشده بود و در حال گسترش قلمرو های خودش بود و از هر طرف در جنگ بود تا قلمروی خودش به قلمروی بزرگ و قوی برساند و موفق هم شد اما ایران مشکلی نداشت ، چون حدود ۱۵ سال بود که جنگ های متوالی و پشت سر هم ایران و عثمانی که حدود ۱۳۰ سال بود ادامه میداشت و در ۵۰ سال آخر هم بسیار شدید شده بود ، تمام شده بود و کشور در وضع آرام و مناسبی به سر میبرد ولی روسیه درگیر جنگ های مهمی از جمله جنگ روس و لهستان (۶۷- ۱۶۵۴) بود.

## نتیجه
در اوت ۱۶۵۳شاهزاده ایوان لوبانوف-روستوف و مباشر ایوان کمینین از آستراخان به ایران سفر کردند. در آوریل ۱۶۵۴ سفیران در ایران با شاه دیدار کردند. در نتیجه مذاکرات و مصالحه روسیه و ایران ، این درگیری خاموش شد. در اکتبر ۱۶۵۴"سفارت بزرگ" بازگشت به زمان قبل از جنگ.
سقوط قلعه سانژا منجر به تقویت موقعیت ایران شد. شاه فشار را بر ارتفاعات کوهستانی افزایش داد و در سال ۱۶۵۸ ساخت دو قلعه را در اراضی کومکی اعلام کرد. این اعتراض شدید در میان کوهنوردانی که علیه ایران شورش کردند، برانگیخت.